# Potoška vas
Potoška vas je naselje v Občini Zagorje ob Savi.